# Rogas semiluteus
Rogas semiluteus är en stekelart som först beskrevs av Szepligeti 1911.  Rogas semiluteus ingår i släktet Rogas och familjen bracksteklar. Inga underarter finns listade i Catalogue of Life.